# Wolf-Rayet 139
Il sistema stellare Wolf-Rayet 139 è un sistema binario situato nella costellazione del Cigno e costituito da una stella di Wolf-Rayet e da una Stella di classe O V.
Il sistema si presenta contemporaneamente come una binaria spettroscopica e una binaria a eclisse del tipo Algol, con un periodo orbitale di 4,2 giorni per le due componenti, che distano tra loro circa 0,38 UA. La principale è la stella di classe O, avente una massa 25 volte superiore a quella del Sole, mentre la stella di Wolf-Rayet, 10 volte più massiccia della nostra stella, e con una temperatura superficiale di oltre 80.000 K, perde massa al vertiginoso ritmo di 0,6×10−6 M⊙ all'anno. Data la relativa vicinanza tra le due componenti, lo scontro dei rispettivi venti stellari provoca un'intensa emissione di raggi X